# Jaime Bayly
Œuvres principales
- Ne le dis à personne
- La nuit est vierge

Jaime Bayly, né le 19 février 1965 à Lima, est un écrivain, journaliste et animateur célèbre de télévision (dès l'âge de 18 ans) péruvien, vivant actuellement à Key Biscayne, aux États-Unis.

## Biographie
En 1994, la publication de son premier roman Ne le dis à personne (No se lo digas a nadie) provoque un énorme scandale au Pérou. Ce récit en grande partie autobiographique raconte la vie d'un jeune présentateur de télévision cocaïnomane et bisexuel qui a d'innombrables aventures avec des footballeurs, des acteurs de telenovelas et des hommes politiques, la plupart du temps mariés ou fiancés, et qui nient leur homosexualité. Considéré comme un roman à clefs, l'ouvrage entraîne tout le pays a chercher les noms réels des personnages. Le roman est devenu No se lo digas a nadie, un film péruvien réalisé par Francisco José Lombardi, sorti en 1998.
Bayly réutilise le canevas de Ne le dis à personne dans trois romans : Fue ayer y no me acuerdo, La nuit est vierge (La noche es virgen) et El huracán lleva tu nombre. Grand admirateur de Mario Vargas Llosa et Alfredo Bryce Echenique, il situe l'action des intrigues de ses romans à Lima et à Miami. Son style vif et moderne utilise avec justesse l'argot péruvien.
En une vingtaine d'années, il publie une douzaine de romans qui se vendent fort bien en Espagne et dans plusieurs pays d'Amérique latine. La plupart sont d'inspiration autobiographique et dénoncent avec humour l'hypocrisie, la fausse religiosité et l'homophobie de la classe moyenne aisée péruvienne, dont l'auteur est issu. Avec Ne le dis à personne, son plus grand succès demeure Los últimos días de La Prensa (1996), roman où il parle de ses jeunes années de stagiaire dans un journal liménien. Il obtient en 1997 le prix Herralde, l'un des plus prestigieux d'Espagne, pour La nuit est vierge.
Il anime régulièrement des émissions de télévision. Il est détesté par l'establishment littéraire, qui l'accuse d'être un animateur de télé-poubelle qui n'invite guère que de petites actrices de telenovelas et un romancier aux qualités littéraires limitées. Le fait qu'il soit marié et qu'il réside à Miami réduit la portée de son message et est également une source de critiques.
Très hostile au gouvernement vénézuélien, il indique avoir participé à une réunion à Miami destinée à la préparation des attentats d'août 2018 contre Nicolas Maduro. Il précise par ailleurs que d'autres attentats allaient suivre.

## Œuvres
- 1994 : No se lo digas a nadie Publié en français sous le titre Ne le dis à personne, traduit par Françoise Marchand-Sauvagnargues, Paris, Stock, 1996  (ISBN 2-234-04567-3) ; réédition, Paris, Adventice[3], 2006  (ISBN 2-952-40742-8)
- 1995 : Fue Ayer y No Me Acuerdo (C’était hier, et je ne me souviens plus)
- 1996 : Los Últimos Días de La Prensa (Les Derniers Jours de La Prensa)
- 1997 : La Noche es Virgen - prix Herralde Publié en français sous le titre La nuit est vierge, traduit par Isabelle Gugnon, Paris, Adventice, 2008  (ISBN 978-2-9524074-5-8)
- 1998 : Yo Amo a Mi Mami (J’aime ma maman)
- 2000 : Los Amigos que Perdí (Les amis que j’ai perdus)
- 2001 : Aquí no hay Poesía (Pas de poésie ici)
- 2002 : La mujer de mi hermano (La Femme de mon frère)
- 2004 : El Huracán Lleva tu Nombre (L’Ouragan porte ton prénom)
- 2005 : Y de Repente, Un Ángel (Du coup, un ange) - finaliste du prix Planeta
- 2008 : El Canalla Sentimental (La Canaille sentimentale)
- 2009 : El Cojo y el Loco (Le Boiteux et le Fou)
- 2010 : Morirás Mañana 1 : El Escritor Sale a Matar (Tu mourras demain : L’écrivain devient tueur)
- 2011 : Morirás mañana 2 : El misterio de Alma Rossi, Alfaguara
- 2012 : Morirás mañana 3 : Escupirán sobre mi tumba; la même année, la trilogie est publiée en un seul volume
- 2014 : La lluvia del tiempo
- 2016 : El niño terrible y la escritora maldita

## Émissions de télévision
- 1983-1985 : Pulso (panelista) (Panamericana Televisión, Pérou).
- 1985 : Conexiones (Panamericana Televisión, Pérou).
- 1989-1990 : Primera plana (narrateur de nouvelles) (América Televisión, Pérou).
- 1990 : 1990 en América (América Televisión, Pérou).
- 1991-1992 : Qué hay de nuevo (Panamericana Televisión, Pérou).
- 1994-1995 : Jaime Bayly en vivo (Panamericana Televisión, Pérou).
- 1996-1998 : En directo con Jaime Bayly (CBS Telenoticias, USA).
- 1999-2000 : El show de Jaime Bayly (Telemundo, USA).
- 2000 : Jaime Bayly (América Televisión, Canal A,  Pérou).
- 2001-2003 : La noche es virgen (Panamericana Televisión,  Pérou; Telemundo, Miami; TC Televisión, Équateur).
- 2006-2007 : Tendencia (Canal 9, Argentine).
- 2006-2009 : Bayly (Mega TV, USA).
- 2001, 2006-2010 : El francotirador (Frecuencia Latina, Pérou)
- 2009-2010 : Bayly (NTN24, enregistré en Colombie et avec transmission internationale).
- 2010 : Bayly (Mega TV, USA), enregistré à Miami (NTN24, transmission internationale)

## Adaptations cinématographiques
- 1998 : No se lo digas a nadie, film péruvien réalisé par Francisco José Lombardi, adaptation du roman éponyme
- 2004 : La mujer de mi hermano, film argentino-américano-péruvien réalisé par Ricardo de Montreuil, adaptation du roman La Mujer de mi Hermano (2002)